# Райдер (Північна Дакота)
Райдер (англ. Ryder) — місто (англ. city) в США, в окрузі Ворд штату Північна Дакота. Населення — 108 осіб (2020).

## Географія
Райдер розташований за координатами 47°55′5″ пн. ш. 101°40′22″ зх. д. / 47.91806° пн. ш. 101.67278° зх. д. (47.918132, -101.672906).  За даними Бюро перепису населення США в 2010 році місто мало площу 0,87 км², з яких 0,86 км² — суходіл та 0,01 км² — водойми. В 2017 році площа становила 1,76 км², з яких 1,36 км² — суходіл та 0,41 км² — водойми.

## Демографія
Згідно з переписом 2010 року, у місті мешкало 85 осіб у 42 домогосподарствах у складі 22 родин. Густота населення становила 97 осіб/км².  Було 62 помешкання (71/км²).
Расовий склад населення:
| - 96,5 % — білих - 3,5 % — корінних американців |

До двох чи більше рас належало 0,0 %. Частка іспаномовних становила 0,0 % від усіх жителів.
За віковим діапазоном населення розподілялося таким чином: 18,8 % — особи молодші 18 років, 53,0 % — особи у віці 18—64 років, 28,2 % — особи у віці 65 років та старші. Медіана віку мешканця становила 48,5 року. На 100 осіб жіночої статі у місті припадало 142,9 чоловіків;  на 100 жінок у віці від 18 років та старших — 122,6 чоловіків також старших 18 років.
За межею бідності перебувало 10,7 % осіб, у тому числі 0,0 % дітей у віці до 18 років та 30,8 % осіб у віці 65 років та старших.
Цивільне працевлаштоване населення становило 48 осіб. Основні галузі зайнятості: сільське господарство, лісництво, риболовля — 35,4 %, роздрібна торгівля — 10,4 %, науковці, спеціалісти, менеджери — 8,3 %, виробництво — 8,3 %.